# Furia bianca
Furia bianca (The Naked Jungle) è un film del 1954 diretto da Byron Haskin.

## Trama
Joanna lascia New Orleans per raggiungere Rudolph, l'uomo che ha sposato per procura e che è il proprietario di una piantagione nella foresta amazzonica. I rapporti non sono facili, hanno caratteri ed opinioni molto differenti tanto che decidono di lasciarsi. Pronta per tornare a casa, Joanna aiuta il marito a fronteggiare una invasione di "marabunta", voraci formiche tropicali, che minacciano di distruggere l'intera piantagione. Sarà per loro un nuovo inizio.